# 4734 Rameau
4734 Rameau (1982 UQ3) là một tiểu hành tinh vành đai chính được phát hiện ngày 19 tháng 10 năm 1982 bởi F. Borngen ở Tautenburg.